# Czepurka
Czepurka (prononciation : [t͡ʂɛˈpurka]) est une localité polonaise de la gmina de Janów, située dans le powiat de Częstochowa en voïvodie de Silésie.